# Boğaziçi, İslahiye
Boğaziçi là một xã thuộc huyện İslahiye, tỉnh Gaziantep, Thổ Nhĩ Kỳ. Dân số thời điểm năm 2011 là 3.13 người.